# Infiel (canción)
«Infiel» es una canción de la cantautora brasileña Marília Mendonça. La pista, que no fue lanzada como single, fue presentada en un video musical el 25 de julio de 2015 y relanzada por el sello Som Livre en 2016.

## Composición
Escrita por Marília Mendonça, «Infiel» se basó en un caso de traición vivido por Cristiane Dias, la tía de la cantante, quien se enteró del hecho a través de la confesión de su pareja. A ella le disgustó que Marília hubiera escrito la canción, especialmente por su éxito. En 2016, en una entrevista con Fantástico, Cristiane dijo que luego cambió de opinión y cree que "hoy es divertido". Sin embargo, contrario a la letra de la canción, la tía del cantante perdonó a su pareja y siguió con él.

## Lanzamiento y recepción
El primer lanzamiento relacionado con «Infiel» fue un video musical lanzado en 2015. A pesar de ser lanzado solo como video musical y sin ser un sencillo, fue certificado con un disco de triple diamante por Pro-Música Brasil .
Los periodistas Braulio Lorentz y Rodrigo Ortega, a través de G1, clasificaron a «Infiel» en el primer lugar entre las mejores canciones de 2016. En su momento dijeron que “la cantante de 21 años rimaba "infiel" con "motel" y demostró que eso es lo que quiere la gente: letras más directas y sinceras. Un pop más "gente como nosotros"".
Fue la segunda canción brasileña más tocada en las radios en 2016 y llegó al segundo lugar en los Top 100 Brasil

## Regrabaciones y legado
«Infiel» fue grabado por Marília Mendonça en otra ocasión. Además de la versión del álbum Marília Mendonça: Ao Vivo, el tema también fue regrabado en el álbum Realidade (2017), y disponible exclusivamente en su versión DVD. La canción se convirtió en uno de los mayores éxitos de la carrera de la cantante.
La canción también formó parte de la banda sonora de la serie Chapa Quente .
Cuando Marília falleció, en 2021, varios artistas cantaron la canción en honor a la cantante. Entre ellos, un cover de Roberta Miranda . En un show en honor a Marília, el dúo cercano a ella Maiara & Maraisa, interpretó la canción con la cantante Luísa Sonza . Finalmente, Paula Fernandes también hizo una interpretación del tema y dijo “viví una traición, lo peor que le puede pasar a una mujer es que la traicionen. Quedó impresionada con «Infiel». Era hora de que Marília me animara a escribir lo que estaba sintiendo. Pude convertir mi mayor dolor en música".
«Infiel» también recibió una interpretación instrumental de la Sociedade Filarmônica 13 de Junho, de Paratinga, a mediados de 2018.